# Békourou
 Békourou è un comune del Ciad situato nel dipartimento di Barh Sara, provincia di Mandoul.